# Anne Chao
Lien-Ju Anne Chao, née en 1951, est une statisticienne environnementale taïwanaise. Elle est connue pour avoir mis au point deux estimateurs de richesse des espèces, largement utilisés en biostatistiques et qui portent son nom, Chao 1 et Chao 2.

## Biographie
Chao obtient une licence en mathématiques à l'université nationale Tsing Hua (en) en 1973. Elle vient aux États-Unis pour y effectuer un doctorat en statistique à l'université de Wisconsin-Madison en 1977. Sa thèse, supervisée par Bernard Harris, s'intitule La méthode en quadrature dans les problèmes d'inférence découlant de la distribution multinomiale généralisée . Après avoir travaillé pendant un an en tant que professeure assistante invitée à l'Université du Michigan, elle retourne à l'université nationale Tsing Hua en tant que membre du corps professoral en 1978. Elle est professeure titulaire de la chaire nationale de Taïwan de 2005 à 2008, puis professeure distinguée de la chaire Tsing Hua en 2006.

## Travaux
Elle travaille à l'Institut de statistique de l'université nationale Tsing Hua, où elle est professeure titulaire de la chaire émérite Tsing Hua et ancienne professeure titulaire de la chaire nationale de Taiwan. Chao s'est décrite comme « 60% statisticienne, 30% mathématicienne et 10% écologiste ». Elle est connue pour son travail sur les méthodes de marquage et de recapture pour estimer la taille et la diversité des populations . Elle est auteure ou co-auteure d'un certain nombre d'outils et de logiciels pour quantifier et estimer la diversité biologique ,. Ses travaux universitaires ont été cités plus de 32 000 fois en décembre 2021.

## Distinctions
Chao est élue membre de l'Institut de statistique mathématique en 1997. Elle est également membre élue de l'Institut international de statistique.

## Publications

### Ouvrages
- Lou Jost et Anne Chao, Diversity analysis, Chapman & Hall/CRC, 2011 (ISBN 978-1-4200-6524-4 et 1-4200-6524-6, OCLC 750658992, lire en ligne)

### Articles
- Anne Chao, « Nonparametric Estimation of the Number of Classes in a Population », Scandinavian Journal of Statistics, vol. 11, no 4,‎ 1984, p. 265–270 (ISSN 0303-6898, lire en ligne, consulté le 16 décembre 2021)
- Anne Chao, « Estimating the Population Size for Capture-Recapture Data with Unequal Catchability », Biometrics, vol. 43, no 4,‎ 1987, p. 783–791 (ISSN 0006-341X, DOI 10.2307/2531532, lire en ligne, consulté le 16 décembre 2021)
- (en) Anne Chao, Nicholas J. Gotelli, T. C. Hsieh et Elizabeth L. Sander, « Rarefaction and extrapolation with Hill numbers: a framework for sampling and estimation in species diversity studies », Ecological Monographs, vol. 84, no 1,‎ février 2014, p. 45–67 (ISSN 0012-9615, DOI 10.1890/13-0133.1, lire en ligne, consulté le 16 décembre 2021)
- (en) Anne Chao, Robin L. Chazdon, Robert K. Colwell et Tsung-Jen Shen, « A new statistical approach for assessing similarity of species composition with incidence and abundance data: A new statistical approach for assessing similarity », Ecology Letters, vol. 8, no 2,‎ 17 décembre 2004, p. 148–159 (DOI 10.1111/j.1461-0248.2004.00707.x, lire en ligne, consulté le 16 décembre 2021)
- R. K. Colwell, A. Chao, N. J. Gotelli et S.-Y. Lin, « Models and estimators linking individual-based and sample-based rarefaction, extrapolation and comparison of assemblages », Journal of Plant Ecology, vol. 5, no 1,‎ 12 janvier 2012, p. 3–21 (ISSN 1752-9921 et 1752-993X, DOI 10.1093/jpe/rtr044, lire en ligne, consulté le 16 décembre 2021)